# Вільшавка
Вільшавка (словац. Oľšavka) — село в Словаччині, Стропковському окрузі Пряшівського краю. Розташоване в північно-східній частині Словаччини біля кордону з Польщею.
Уперше згадується у 1551 році.

## Храми
У селі є греко-католицька церква святих Кузьми та Дем'яна з 19 століття в стилі бароко, перебудована в 1908 році та православна церква Різдва Пресвятої Богородиці з 20 століття.

## Населення
| Рік:            | 1993 | 2003    | 2013    | 2023     |
| --------------- | ---- | ------- | ------- | -------- |
| Кількість осіб: | 260  | 237     | 226     | 176      |
| Різниця:        |      | -8,84 % | -4,64 % | -22,12 % |

| Рік:            | 2022 | 2023    |
| --------------- | ---- | ------- |
| Кількість осіб: | 178  | 176     |
| Різниця:        |      | -1,12 % |

В селі проживає 235 чол.
Національний склад населення (за даними останнього перепису населення — 2001 року):
- словаки — 84,91 %
- русини — 12,07 %
- українці — 2,16 %

Склад населення за приналежністю до релігії станом на 2001 рік:
- православні — 47,84 %,
- греко-католики — 46,55 %,
- римо-католики — 3,02 %,
- не вважають себе віруючими або не належать до жодної вищезгаданої церкви: 2,59 %

| Словаччина | Це незавершена стаття з географії Словаччини. Ви можете допомогти проєкту, виправивши або дописавши її. |

1. ↑  Ця сторінка має Властивість Вікіданих P910: категорія за темою сторінки із значенням "Category:Oľšavka, Stropkov District", але не має назви українською мовою, яку треба додати за посиланням d:Special:SetLabelDescriptionAliases/Q9062221/uk.
Докладніше: Вікіпедія:Проєкт:Вікідані; Вікіпедія:Категоризація.
2. ↑  Hustota obyvateľstva - obce [om7014rr_obc=AREAS_SK, v_om7014rr_ukaz=Rozloha (Štvorcový meter)]. Statistical Office of the Slovak Republic. 28 березня 2024. Процитовано 8 лютого 2025.
3. ↑  Počet obyvateľov podľa pohlavia - obce (ročne) [om7101rr_obce=AREAS_SK]. Statistical Office of the Slovak Republic. 28 березня 2024. Процитовано 8 лютого 2025.
4. ↑  Останні вибори до органів місцевого врядування Словаччини відбулися 11 листопада 2018 року. Дані про голову місцевого уряду можуть бути неактуальними.
5. ↑  Oľšavka (okres Stropkov). ŠÚ SR: sodbtn.sk (словац.). // детальні статистичні дані
6. 1 2  Počet obyvateľov podľa pohlavia - obce (ročne) [om7101rr_obce=AREAS_SK]. Statistical Office of the Slovak Republic. 28 березня 2024. Процитовано 8 лютого 2025.